# Antropologia sztuki
Antropologia sztuki – jeden z działów antropologii kulturowej, poświęcony badaniu sztuki w różnych kontekstach kulturowych. Antropologia sztuki koncentruje się na wymiarach historycznych, ekonomicznych i estetycznych w niezachodnich formach sztuki, głównie w społeczeństwach potocznie nazywanych „pierwotnymi” bądź „niepiśmiennymi”. Przez większą część swej niedługiej historii, antropologia sztuki pozostawała na marginesie głównego nurtu. Paradoksalnie, pozwoliło to na przenikanie się idei różnych dziedzin oraz jej interdyscyplinarny charakter, choć występują trudności z konkretnym jej zdefiniowaniem. Od pokrewnych jej socjologii sztuki i historii sztuki odróżnia ją inny obszar badań. Zamiast na formie i funkcji (w ujęciu politycznym, ekonomicznym i estetycznym), antropolodzy sztuki starają się zrozumieć znaczenie dzieła w ujęciu danej społeczności.

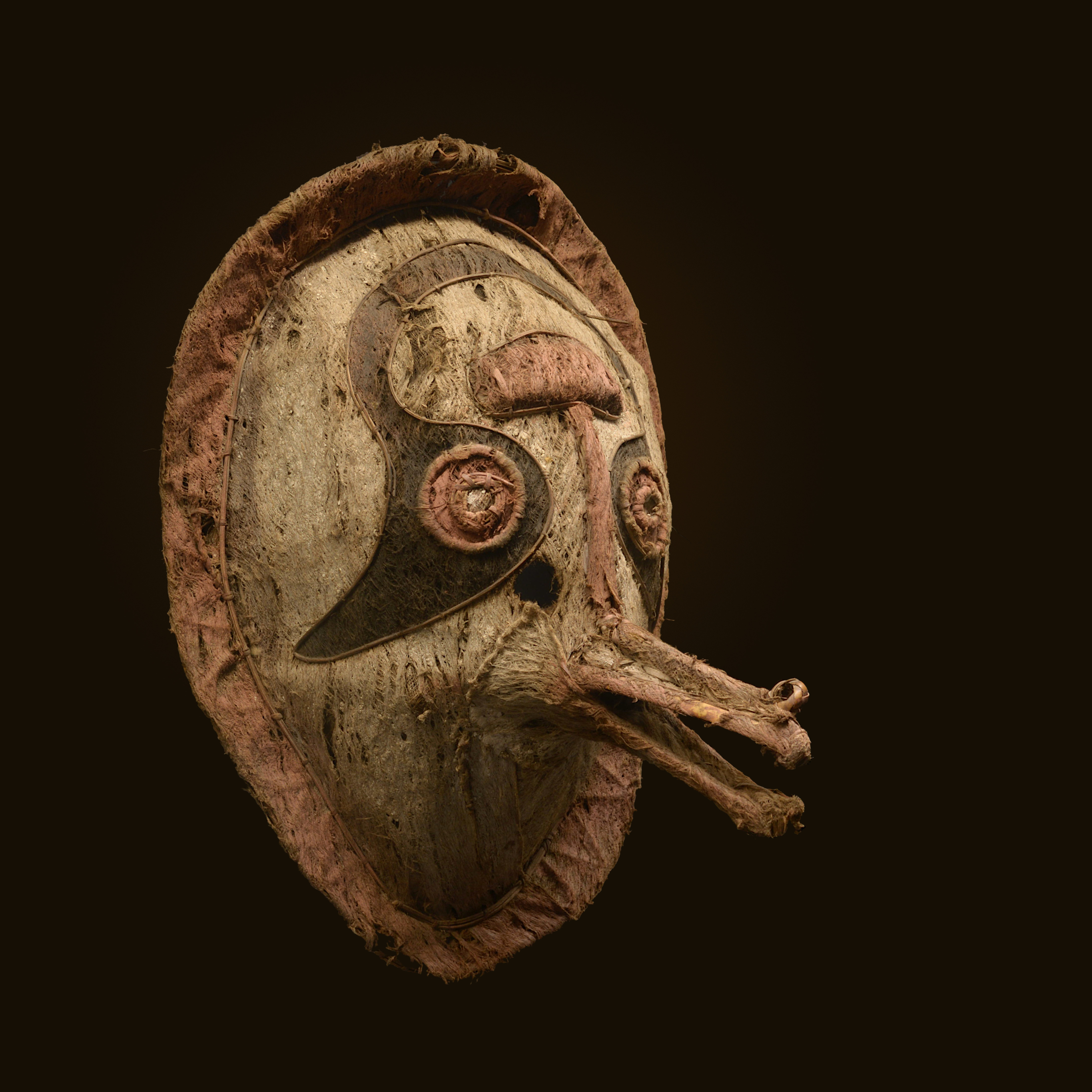
Maska eharo, Kultura Elema, Papua-Nowa Gwinea

## Historia

### Antropologia i sztuka w końcu XIX i pierwszej połowie XX wieku
Pierwszych oznak na wykształcanie się antropologii sztuki można doszukiwać się już w końcu XIX wieku. W 1895 roku brytyjski antropolog Alfred Cort Haddon wydał książkę Evolution in Art, będącą podsumowaniem jego badań nad sztuką na obszarze Brytyjskiej Nowej Gwinei.
W początkach XX wieku Franz Boas, jeden z pionierów współczesnej antropologii, przeprowadził wiele badań terenowych dotyczących sztuki, co pozwoliło stworzyć podstawy dla tej dziedziny. Napisana przez niego książka Primitive Art (1927), zbiera jego najważniejsze spostrzeżenia na temat tak zwanych „prymitywnych” form sztuki, ze szczegółowym studium przypadku na temat sztuki mieszkańców północno-zachodniego wybrzeża Pacyfiku. Antropolog Claude Lévi-Strauss rozwinął analizy Boasa w swojej książce Drogi Masek (1982), w której prześledził zmiany w plastycznej formie masek północno-zachodniego wybrzeża Ameryki Północnej do wzorców interakcji międzykulturowych wśród rdzennych mieszkańców wybrzeża.
Pod wpływem porównawczej nauki o społeczeństwie Alfreda Radcliffe-Browna antropologia w Wielkiej Brytanii przeszła duże zmiany. Próbując stworzyć dla niej niszę, która odróżniałaby antropologię od innych dziedzin nauki, przekształcił ją w dziedzinę skupiającą się na organizacji i strukturze społecznej, mocno powiązaną ze funkcjonalizmem strukturalnym. Tamtejsza antropologia w dużej mierze zdystansowała się od historii, psychologii a także kultury, co wpłynęło na wzrost zainteresowania grupą i zachowaniem, z niekorzyścią dla jednostki i emocji. Teoretycy kształtujący antropologię uważali, że badania nad sztuką i kulturą materialną nie były w większości przypadków kluczowe dla rozwoju całości dziedziny. Tym samym kultura materialna i sztuka zostały odcięte od głównego nurtu brytyjskich badań etnologicznych. Zebrane artefakty nie były poddawane szerszym badaniom tylko deponowane w muzealnych magazynach. Ta sytuacja utrzymywała się do lat 60. XX wieku, kiedy sztuka ponownie stała się ważnym zagadnieniem w pracach badawczych. Podobny proces zachodził też w innych krajach Europy (na przykład we Francji i Holandii), które rozwinęły podobne tradycje pracy w terenie.
W Stanach Zjednoczonych stan badań nad sztuką z perspektywy antropologicznej prezentował się znacznie lepiej, choć charakteryzował się podobnym okresem zaniedbań co w antropologii europejskiej. Antropologia w tym kraju rozwijała się bardziej holistycznie, a podział badań na cztery główne obszary (antropologia społeczno-kulturowa, antropologia biologiczna, archeologia i lingwistyka) pozwolił na dalszą pracę nad kulturą materialną. Mimo to w pierwszej połowie XX wieku przeprowadzano relatywnie niewiele badań nad sztuką.
Zdystansowanie się antropologii muzealnej od etnologów pracujących w terenie poskutkowało zmniejszeniem możliwości przyporządkowania przedmiotów posiadanych w kolekcjach ze społecznościami, które je wytworzyły. Obiekty oznaczane jako „sztuka” były odcięte od swego kontekstu kulturowego i oceniane zgodnie z zachodnimi kryteriami i kategoriami oraz traktowane jako stadium poprzedzające tradycyjnie wytworzone przez świat zachodu rodzaje sztuki. Rozpatrywanie przedmiotów kultury materialnej odbywało się w stosunku do zachodnich wzorców, które zazwyczaj nie miały zastosowania w innych społecznościach.

### Antropologia sztuki współcześnie
Ponowne zainteresowanie sztuką wśród antropologów nastąpiło w latach 60. XX wieku. Czynnikami, które to spowodowały były zmiany w programie badań antropologicznych oraz dążenie zachodniej teorii sztuki w stronę myślenia antropologicznego. Po II wojnie światowej antropologia dynamicznie się rozwijała, co sprzyjało powstaniu kolejnych jej specjalizacji. W Wielkiej Brytanii przejawiło się to odejściem od badań relacji społecznych na rzecz zaciekawienia religią, mitem i rytuałami. Rosło także zainteresowanie antropologią wizualną, kulturą materialną i antropologią archeologiczną. Wzrost zainteresowania wpłynął zwłaszcza na badania nad symboliką (w systematyce, semiotyce i języku) oraz nad wymianą i związanymi z nią rytuałami. Teoria wymiany i antropologia symboliczna wpłynęły na dyskurs nad charakterem osób i rzeczy, w kontekście ich wzajemnych powiązań. Stało się to głównym tematem antropologii w latach 80. i 90. XX wieku.
Od lat 70. XX wieku zwiększano nacisk na badania takich tematów jak emocje, płeć, ciało, przestrzeń i czas, a szeroko pojęta sztuka stanowiła ich główne źródło informacji, gdyż każda forma sztuki przekazywała sobą konkretne informacje o danej społeczności. 

## Problem antropologii sztuki i jej definicja

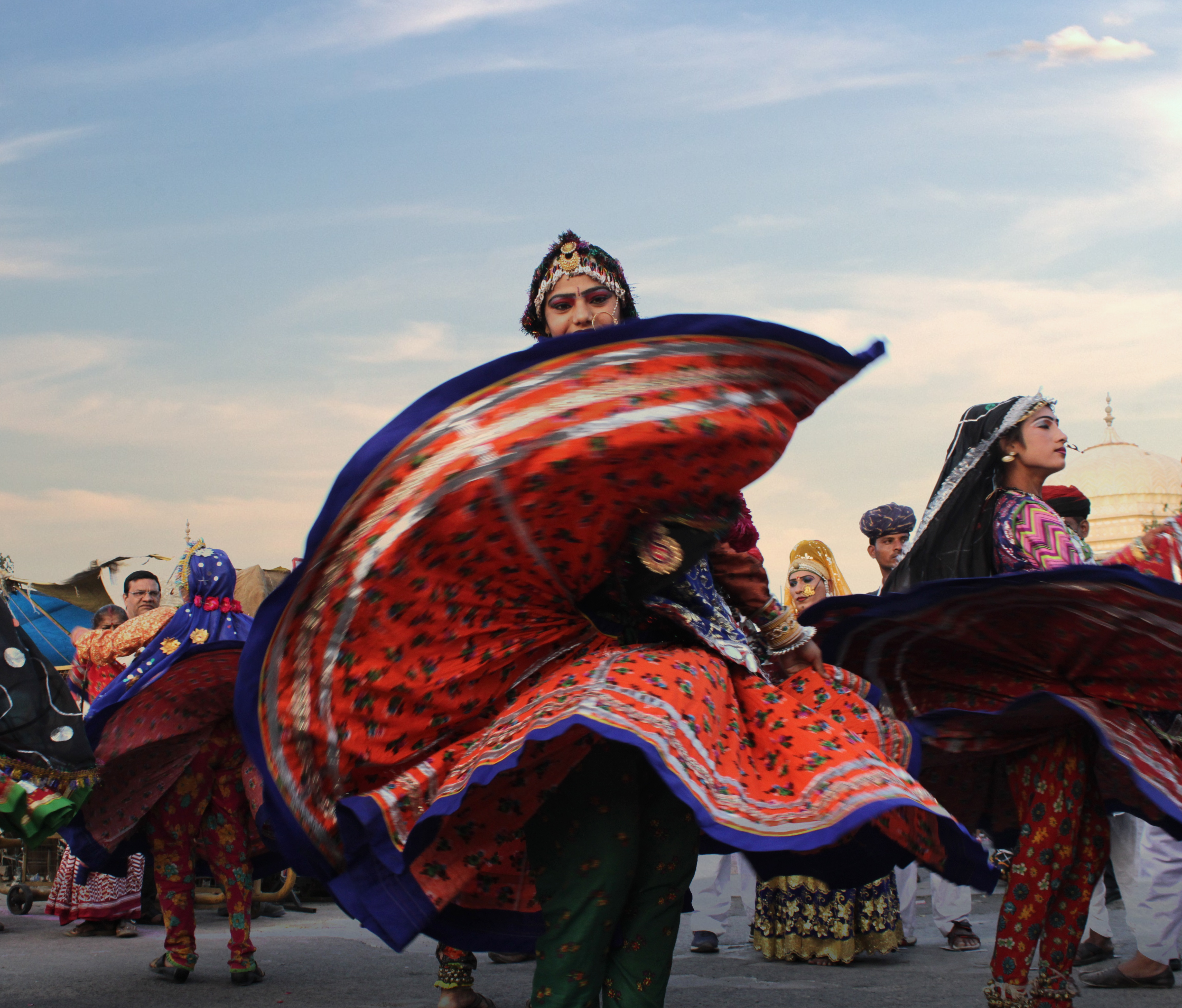
Taniec Ghoomar w Radżastanie

Jeden z głównych problemów antropologii sztuki dotyczy uniwersalności „sztuki” jako zjawiska kulturowego. Antropolodzy zauważyli, że zachodni podział na kategorie takie jak „malarstwo”, „rzeźba” czy „literatura”, nie istnieje lub istnieje w znacznie innej formie w większości niezachodnich kontekstów. Sztuka zazwyczaj występuje jako pojęcie bliskie kulturze w obu jej znaczeniach: kulturze pojmowanej jako określony sposób życia i powłoka, w której można urzeczywistnić idee i wiedzę grupy, oraz kulturze w znaczeniu metafizycznej esencji danej społeczności, zgodnie z której standardami oceniane są później te fizyczne produkty. Taki rozdział doprowadzał do wielu niejasności i utrudniał wypracowanie konsensusu w sprawie jednej, międzykulturowej definicji „sztuki” w antropologii. Dużym wyzwaniem w dalszym ciągu pozostaje traktowanie sztuki w oderwaniu od eurocentrycznego poglądu na nią. Według tej definicji, sztuka jest rozumiana jako oderwana od społeczności i determinowana przez swoją rolę w strukturze klasowej zachodniego kapitalistycznego społeczeństwa. Zgodnie z tym poglądem, sztuka służy jedynie do bycia symbolicznym znacznikiem kapitału, w który klasa rządząca inwestuje aby jeszcze bardziej móc podkreślić swój status. Ciężko jednak zastosować tę definicję w przypadku większości poza zachodnich społeczności. 
Aby przezwyciężyć trudności ze zdefiniowaniem kluczowego dla dziedziny pojęcia, antropolodzy sztuki skupili się na formalnych cechach przedmiotów, które nie będąc wyłącznie „artystycznymi”, mają pewne wyraźne cechy „estetyczne”. Primitive Art Franza Boasa, Drogi Maski Claude Lévi-Straussa czy Art as Cultural System (1983) Clifforda Geertza to kilka przykładów tego trendu przekształcania antropologii „sztuki” w antropologię specyficzno-kulturowej „estetyki”. W 1998 roku w swojej książce Art and Agency Alfred Gell zaproponował nową definicję „sztuki” jako złożonego systemu intencjonalności, w którym artyści wytwarzają przedmioty artystyczne, aby wywoływać zmiany w świecie, w tym (ale nie wyłącznie) zmiany w postrzeganiu estetyki przez odbiorców sztuki. Około 2000 roku pomysły Gella wzbudziły wiele kontrowersji w antropologii sztuki.
Inną definicję sztuki stworzył Howard Morphy. Zgodnie z nią, sztuką są obiekty posiadające atrybuty estetyczne i/lub semantyczne (w większości przypadków oba na raz), które są wykorzystywane do celów reprezentacyjnych lub prezentacyjnych. W swojej późniejszej pracy, The Anthropology of Art twierdził on ponadto, że zrozumienie pracy wymaga umieszczenia jej w najszerszym możliwym kontekście. Znaczenie i wpływ dzieła na otoczenie nie są zrozumiałe dla antropologa, który nie weźmie pod uwagę historycznego, społecznego i kulturowego podłoża jego stworzenia. W ten sposób obiekty sztuki łączą wydarzenia z procesami i zbliżają do siebie doświadczenia rozdzielone w czasie.